# Musaranya de Creta
La musaranya de Creta (Crocidura zimmermanni) és una espècie de mamífer eulipotifle de la família de les musaranyes (Soricidae). endèmica de l'illa de Creta (Grècia). Pateix la competència de Crocidura suaveolens (introduïda a Creta entre 2500 aC i 1500 aC).